# Noble Baronets
Als Noble Baronetcies bezeichnet man drei erbliche britische Adelstitel (Baronetcies), die alle in der Baronetage of the United Kingdom an Personen mit dem Familiennamen Noble verliehen wurden.

## Verleihungen

Wappen der Noble Baronets, of Ardmore and Ardardan Noble

Erstmals wurde am 24. Juli 1902 der Titel Baronet, of Ardmore and Ardardan Noble, in the Parish of Cardross, in the County of Dumbarton, für den Rüstungsunternehmer Sir Andrew Noble geschaffen. Der Titel besteht bis heute.
Am 24. Juni 1921 wurde der Titel Baronet, of West Denton Hall in the County of Northumberland, für den Reeder William Noble geschaffen. Am 21. Januar 1930 wurde dieser zudem in der Peerage of the United Kingdom als Baron Kirkley, of Kirkley in the County of Northumberland zum erblichen Peer erhoben. Da er seine kinderlosen Söhne überlebte, erloschen beide Titel bei seinem Tod am 11. September 1935.

Wappen der Noble Baronets, of Ardkinglas

Am 26. Juli 1923 wurde der Titel Baronet, of Ardkinglas in the County of Argyll für Rüstungsunternehmer John Noble geschaffen. Der Titel besteht bis heute.

## Liste der Noble Baronets

### Noble Baronets, of Ardmore and Ardardan Noble (1902)
- Sir Andrew Noble, 1. Baronet (1831–1915)
- Sir George Noble, 2. Baronet (1859–1937)
- Sir Saxton Noble, 3. Baronet (1863–1942)
- Sir Humphrey Noble, 4. Baronet (1892–1968)
- Sir Marc Noble, 5. Baronet (1927–1991)
- Sir David Noble, 6. Baronet (* 1961)

Titelerbe (heir apparent) ist der Sohn des aktuellen Titelinhabers, Roderick Noble (* 1988).

### Noble Baronets, of West Denton Hall (1921)
- William Noble, 1. Baron Kirkley, 1. Baronet (1863–1935)

### Noble Baronets, of Ardkinglas (1923)
- Sir John Noble, 1. Baronet (1865–1938)
- Sir Andrew Noble, 2. Baronet (1904–1987)
- Sir Iain Noble, 3. Baronet (1935–2010)
- Sir Timothy Noble, 4. Baronet (* 1943)

Titelerbe (heir apparent) ist der Sohn des aktuellen Titelinhabers, Lorne Noble (* 1980).